# Vint-i-dos
El vint-i-dos és un nombre natural que segueix el vint-i-u i precedeix el vint-i-tres. S'escriu 22 en xifres àrabs, XXII en les romanes i 二十二 en les xineses.
Ocurrències del vint-i-dos:
- És el nombre atòmic del titani.
- Popularment, el nombre és conegut com "els dos aneguets".[1]
- Designa l'any 22 i el 22 aC.
- És un nombre d'Erdős-Woods.[2]
- És el segon nombre de Smith.[3]